# Seguridad bancaria
La Seguridad Bancaria comprende los distintos controles que se generan en el entorno bancaria-financiero a fin de resguardar los distintos activos dentro de este tipo de organizaciones. 
Cada país tiene una regulación particular referente a esta rama de la Seguridad, que puede estar regulado por un Banco Central o no. La Seguridad bancaria tiene gran relación con el transporte de caudales, dado que las distintas empresas transportistas se encargan de movilizar las sacas de dinero.

## Áreas de la Seguridad Bancaria
Al considerar la seguridad bancaria a su vez se deben considerar distintos factores como la prevención de fraudes, riesgo operacional, seguridad de la información, seguridad electrónica, etc.

## Normativas técnicas
Particularmente en la República Argentina, el BCRA fija "Medidas mínimas de Seguridad en entidades financieras", las cuales deben cumplir todas las entidades financieras, entre estas medidas se fija un "Responsable de la seguridad de la entidad financiera". Estas medidas de seguridad mínimas surgen constantemente modificaciones las cuales se ven reflejadas en el texto ordenado. Algunas de ellas son las relacionadas con cajas de seguridad de alquiler o medidas de seguridad en las cajas de atención al público.
Así como se considear las cuestiones referidas a seguridad física y electrónica (A5476), también hay normativas referidas específicamente tecnología informática y sistemas de información (A4609) en los cuales se ven aspectos relacionados con Seguridad de la Información.

## Medidas ante la adopción de TICs
Con la transición del banco presencial, al homebanking y a posterior el uso de las aplicaciones para dispositivos móviles conjuntamente con las Fintech, las entidades financieras han tenido al necesidad de mejorar sus capacidades tecnológicas, esencialmente aspectos vinculados a la ciberseguridad.
Diversas amenazas surgen, tales como fraudes, phishing y malware especializado en la sustracción de credenciales bancarias.
Ante el aumento de incidentes cibernéticos en el caso de Argentina el BCRA ha adoptado circulares específicas tales como la comunicación A7266 "Lineamientos para la respuesta y recuperación ante ciberincidentes (RRCI)" en la cual describe sistemas de "intercambio de información técnica sobre indicadores de compromiso y vulnerabilidades", es decir la utilización de sistemas de inteligencia de amenazas. A su vez ha emitido diversas comunicaciones respecto de medidas de seguridad.